# Стивенс, Феликс
Феликс Стивенс (исп. Félix Stevens; род. 8 марта 1964) — кубинский легкоатлет, специалист по бегу на короткие дистанции. Выступал за сборную Кубы по лёгкой атлетике в 1985—1992 годах, обладатель серебряной и бронзовой медалей Игр доброй воли, чемпион Панамериканских игр, серебряный призёр Всемирной Универсиады, трёхкратный чемпион Центральноамериканских и Карибских игр, победитель иберо-американского чемпионата.

## Биография
Феликс Стивенс родился 8 марта 1964 года.
Первого серьёзного успеха в лёгкой атлетике на международном уровне добился в сезоне 1985 года, когда вошёл в состав кубинской сборной и выступил на чемпионате Центральной Америки и Карибского бассейна в Нассау, где стал серебряным призёром в беге на 200 метров, а также вместе с соотечественниками одержал победу в эстафетах 4×100 и 4×400 метров.
В 1986 году выиграл индивидуальный бег на 400 метров и эстафету 4×400 метров на Центральноамериканских и Карибских играх в Сантьяго, отметился победой в 400-метровой дисциплине на домашнем иберо-американском чемпионате в Сантьяго. На турнире в Сантьяго-де-Куба превзошёл всех соперников, установив при этом свой личный рекорд в беге на 400 метров на открытом стадионе — 44,77.
В 1987 году на дистанции 200 метров финишировал седьмым на Панамериканских играх в Индианаполисе, бежал 400 метров на чемпионате мира в Риме.
В 1988 году выиграл эстафету 4×400 метров на иберо-американском чемпионате в Мехико.
Будучи студентом, в 1989 году представлял Кубу на Всемирной Универсиаде в Дуйсбурге — в программе бега на 200 метров завоевал серебряную награду, уступив в финале только бразильцу Робсону да Силве. Позднее занял шестое место в эстафете 4×100 метров на Кубке мира в Барселоне. На соревнованиях в Софии показал свой лучший результат в беге на 200 метров на открытом стадионе — 20,24.
В 1990 году принял участие в Играх доброй воли в Сиэтле: финишировал пятым на дистанции 200 метров, получил серебро в эстафете 4×100 метров, взял бронзу в эстафете 4×400 метров. На Центральноамериканских и Карибских играх в Мехико победил в эстафете 4×100 метров. На соревнованиях в греческом Пирее установил личный рекорд в беге на 200 метров в помещении — 20,99.
В 1991 году на домашних Панамериканских играх в Гаване выиграл бронзовую медаль в беге на 200 метров и одержал победу в эстафете 4×100 метров. Бежал 200 метров и эстафету 4×100 метров на чемпионате мира в Токио.
В 1992 году отметился выступлением в 200-метровой дисциплине на иберо-американском чемпионате в Севилье. По окончании сезона завершил спортивную карьеру.